# Martín Erazo
Martín Erazo Parales (17 de abril de 1974) es un director de teatro, guionista y cantante chileno. Es director artístico de las compañías de teatro La Patogallina y Teatro del sonido, y cantante en las bandas La Patogallina Saunmachin, Kostalazo y Patricio Cobarde.

## Biografía
Estudio Comunicación audiovisual en el Instituto Arcos y se  diplomó en la escuela de teatro La Mancha, Escuela Internacional del Gesto y la Imagen, de Santiago de Chile.
Estudió guion cinematográfico en la EICTV (Cuba).
Fue nominado a los Premios Altazor por la obra inspirada en la película homónima El húsar de la muerte, con la cual ha viajado por Europa, Latinoamérica e India. En 2004 recibe el premio APES, por mejor montaje del año con la obra "1907". Dirigió el documental Guerrero invisible, seleccionado y presentado el 2010 por Manu Chao en el Festival Internacional de cine de Guadalajara. Ha impartido cursos y seminarios en Chile; Universidad de Chile, Universidad Católica, Finis terrae, UNIAC y la UHAC. Y en el extranjero; Brasil, México, India, Argentina, España, Ecuador y Colombia. Director de los festivales de artes escénicas; FITKA Y FESTINE (Isla negra). Como director artístico ha liderado una serie de espectáculos en espacio público y conciertos masivos.
Escribió junto a Hugo Covarrubias el cortometraje Bestia (2021), dirigido por Covarrubias e inspirado en la vida de Íngrid Olderöck, agente de la Dirección de Inteligencia Nacional (DINA) en la dictadura militar. La obra fue nominada a un premio Óscar en la categoría de mejor cortometraje animado.

## Obras

#### La Patogallina
- El husar de la muerte
- Karrocerias
- 1907 el año de la flor negra (Apes 2004 mejor montaje)
- Frikchou
- Los caminos de don Floridor
- Firkchou, feria de normales
- Extranjero, el último hain
- Paloma aunsente
- 2118, tragedia futurista
- Fuego rojo
- Cauri Pacsa

#### Teatro del sonido
- Viaje número 9
- El corazón de la chimba (Womad)
- La zona

#### Dirección de espectáculos masivos
- "Las indias" Festival ITFOK, espectáculo callejero (India)
- "El gramófono", clausura Festival Stgo a mil
- "Sin fronteras" Apertura FITAM

#### Otros montajes (dirección)
- "Viaje a la semilla". Compañía Movimiento ( Danza)
- "7 pecados" y "Estafado y manduqueado" Teatro Barbaro (unipersonal)
- "El padre prodigo" Dramafest (México)
- "Sol de harapos" Circo del mundo (circo)
- "Oxida2" Los nadies circo (circo)
- "Autoayuda" Stefan Kramer (unipersonal)

## Director de televisión
- Los caminos de don Floridor (serie premiada por Corfo 2012)